# أندرياس ماير (لاعب كرة قدم)
أندرياس ماير (بالألمانية: Andreas Mayer)‏ (15 ديسمبر 1980 بنوردلينغن في ألمانيا - ) هو لاعب كرة قدم ألماني في مركز الوسط. لعب مع نادي آلن ونادي هوفنهايم وSportfreunde Dorfmerkingen ‏ وKickers Emden ‏ وTSV Crailsheim ‏ وFC Memmingen ‏ و ونادي هسن كاسل ونوردلينغن 1861 ‏.

## وصلات خارجية
- أندرياس ماير على موقع قاعدة بيانات كرة القدم.إي يو (الإنجليزية)
- أندرياس ماير على موقع بيانات كرة القدم. دي إي (الألمانية)